# Plug Computer

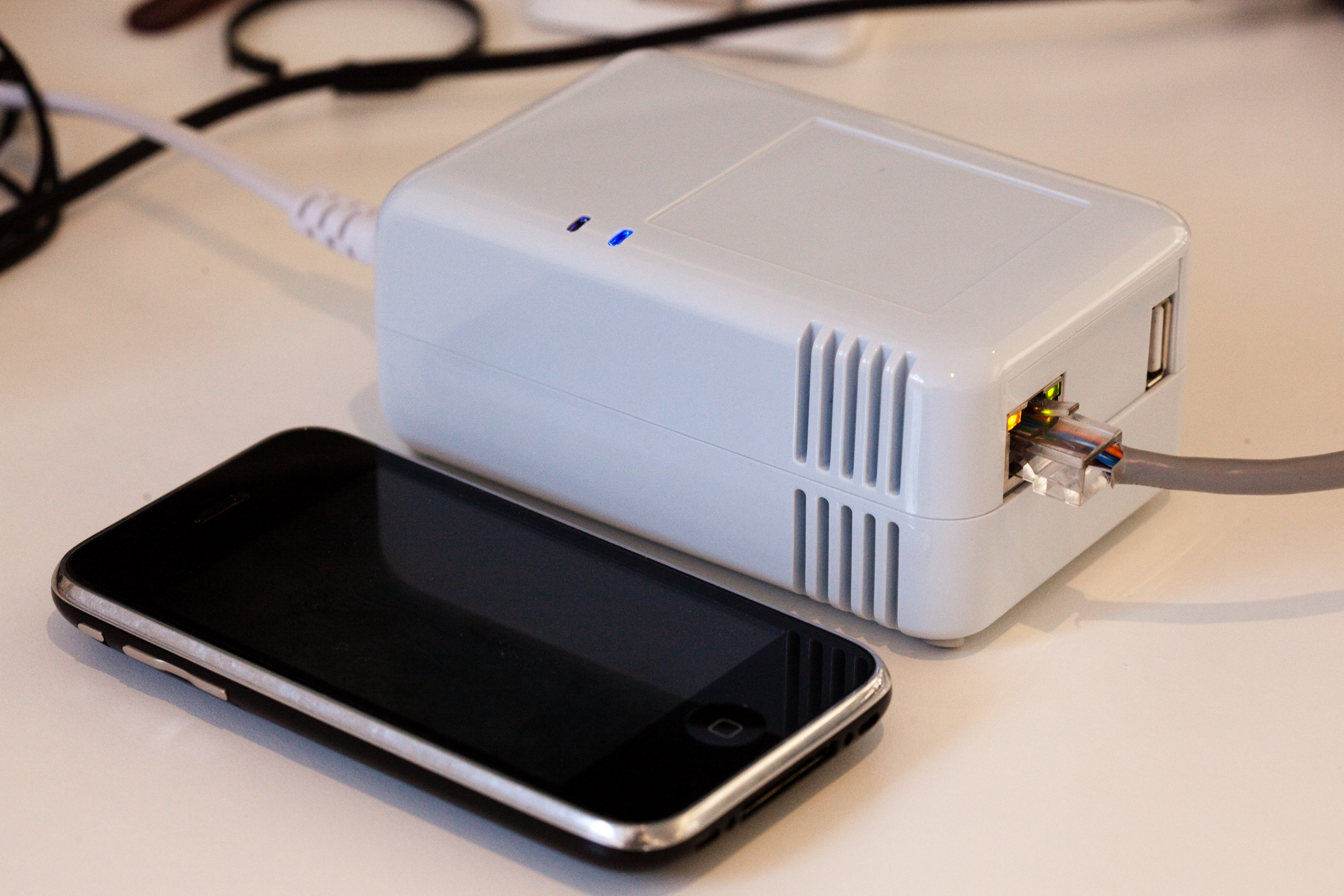
Ein Plug Computer neben einem iPhone

Ein Plug Computer (engl. für Steck-Computer) ist ein kleiner netzwerkfähiger Computer für universelle Zwecke. Er ist eine kosten- und stromsparende Alternative zum herkömmlichen PC und eignet sich z. B. als Homeserver. Der Plug Computer ist dem Namen entsprechend meist in einem Gehäuse von der Größe eines Steckernetzteils untergebracht.
Er eignet sich als Medien-, Backup- oder Dateiserver bzw. allgemeiner Server für den Fernzugriff, ebenso als Router oder Gateway.

## Entwicklung
Die ersten Plug Computer erschienen 2009 auf der Consumer Electronics Show.
- Am 6. Januar 2009 brachte CTERA Networks ein CloudPlug genanntes Gerät heraus, welches Online-Backups auf angeschlossene Speichermedien ermöglichte.[1][2][3]
- Am 7. Januar 2009 stellte Cloud Engines Pogoplug vor, mit dem Benutzer über das Internet auf ihre Daten zugreifen konnten, ohne ihren PC eingeschaltet zu haben.[4][5][6][7]
- Am 8. Januar 2009 kündigte Axentra ihre HipServ Platform für PlugTop Computing an.[8]
- Im März 2009 kam der SheevaPlug von Globalscale mit einem Prozessor von Marvell auf den Markt.
- Im Mai 2010 folgte der GuruPlug, ebenfalls von Globalscale, in zwei Ausführungen: als Server und Server Plus. Beide hatten aber von Beginn an mit Hitzeproblemen zu kämpfen.

Im Februar 2009 verkündete die Marvell Technology Group Pläne zum Aufbau einer „Klein-Industrie“ um Plug Computer.